# 織田信良
織田 信良（おだ のぶよし）は、江戸時代前期の大名。上野国小幡藩初代藩主。官位は従四位上・左少将。織田信長からは孫、北畠晴具からは曾孫にあたる。

## 生涯
天正12年（1584年）、織田信雄の四男として伊勢国にて誕生。生母は木造具政の娘。
一説には信雄の改易後、一時的に細川忠興の許に身を寄せたという。元和2年（1616年）10月、従五位上侍従に叙任される。元和3年（1617年）以降、信雄から上野甘楽郡などで2万石を分け与えられたと考えられる。始めは甘楽郡福島村に陣屋を構え、後に小幡村に移転し、城下町や灌漑用水設備の整備など、藩政の基礎固めに努めた。事実上、信雄は隠居したものと思われる。秀雄・高雄らの兄は既に死去していたようである。なお、信雄は大和国宇陀郡などで3万1200石を領有し、京都で暮らした。後にこの隠居料をめぐり、信良の息子の信昌と弟の高長の間で相続争いが起きた。
元和8年（1622年）1月5日、茶会を催し、佐竹義宣らを招く。元和9年（1623年）5月、秀忠に従って上洛する。
元和9年（1623年）12月、従四位上左少将に昇進する。なお、同年11月7日、信良の長女の松孝院が2代将軍・徳川秀忠の三男の忠長と結婚している。官位の高さは、織田家の嫡流であること、徳川将軍家の外戚であることなどによると考えられる。その後、小幡藩織田家は明和事件に巻き込まれるまで、国主格の待遇を受けた。
元和10年（1624年）1月2日、伊達政宗・毛利秀元らと共に江戸城西丸の徳川家光の許に出仕する。同月、秀忠の朝廷に対する使者として上洛する。寛永3年（1626年）5月17日、父に先立って43歳で死去し、家督は次男の信昌が継いだ。墓所は小幡の宝積寺、後に崇福寺に改葬された。

## 系譜
子女は2男3女。
父母
- 織田信雄（父）
- 木造具政の娘（母）

正室
- 下津俸庵の娘

子女
- 織田信昌（次男）生母は正室
- 松孝院、昌子、久姫（長女） ー 徳川忠長正室
- 光浄院（次女） ー 稲葉信通正室
- 天量院（三女） ー 稲葉信通継室